# Pinoso Club de Fútbol
El Pinoso Club de Fútbol es un equipo de fútbol de la población de Pinoso, en la provincia de Alicante, España. Actualmente juega en la Lliga Segona FFCV.

## Historia
El Pinoso CF fue fundado en 1950. La mayor parte de su vida ha permanecido en categorías regionales. 
Su época de mayor éxito fue la década de los 90, que la disputó íntegramente en la Tercera División, en la que cosechó 2 títulos de liga. Llegó a jugar hasta 5 promociones de ascenso a Segunda B, quedando en todas ellas segundo, enfrentándose a rivales como el CD Constancia, CE Europa, Cartagonova FC o los filiales del RCD Mallorca y del RCD Español. Participó 2 veces en la Copa del Rey (contra Benidorm CF y Alcoyano).

## Palmarés
* Títulos de Liga en Tercera División: 2 (1992/93, 1993/94).
* Temporadas en Tercera División: 14 (Desde 1989/90 hasta 2001/02, 2013/14).
* Participaciones en Copa del Rey: 2 (1993/94, 1994/95).

## Temporadas
| Temporada | División               | Puesto  | Fase ascenso a 2ºB           |
| --------- | ---------------------- | ------- | ---------------------------- |
| 1988/89   | Preferente (grupo sur) | 3º      |                              |
| 1989/90   | Tercera                | 9º      |                              |
| 1990/91   | Tercera                | 6º      |                              |
| 1991/92   | Tercera                | 6º      |                              |
| 1992/93   | Tercera                | 1º      | 2º (asciende UDA Gramanet)   |
| 1993/94   | Tercera                | 1º      | 2º (asciende CE Europa)      |
| 1994/95   | Tercera                | 4º      | 2º (asciende Espanyol B)     |
| 1995/96   | Tercera                | 4º      | 2º (asciende AD Mar Menor)   |
| 1996/97   | Tercera                | 5º      |                              |
| 1997/98   | Tercera                | 3º      | 2º (asciende Cartagonova CF) |
| 1998/99   | Tercera                | 8º      |                              |
| 1999/00   | Tercera                | 11º     |                              |
| 2000/01   | Tercera                | 9º      |                              |
| 2001/02   | Tercera                | 19º     |                              |
| 2002/03   | Preferente (grupo 4)   | 3º      |                              |
| 2003/04   | Preferente (grupo 4)   | 3º      |                              |
| 2004/05   | Preferente (grupo 4)   | 7º      |                              |
| 2005/06   | Preferente (grupo 4)   | 3º      |                              |
| 2006/07   | Preferente (grupo 4)   | 9º      |                              |
| 2007/08   | Preferente (grupo 4)   | 3º      |                              |
| 2008/09   | Preferente (grupo 4)   | 7º      |                              |
| 2009/10   | Preferente (grupo 4)   | 9º      |                              |
| 2010/11   | Preferente (grupo 4)   | 12º     |                              |
| 2011/12   | Preferente (grupo 4)   | 7º      |                              |
| 2012/13   | Preferente (grupo 4)   | 3º      |                              |
| 2013/14   | Tercera                | 20º     |                              |
| 2014/15   | Preferente (grupo 4)   | 16º     |                              |
| 2015/16   | 1ª Regional            | 6º      |                              |
| 2016/17   | 1ª Regional            | 3º      |                              |
| 2017/18   | Preferente (grupo 4)   | 13º     |                              |
| 2018/19   |                        |         |                              |
| 2019/20   | 2ª Regional            | 2º      |                              |
| 2020/21   | 1ª Regional            | 7º / 6º |                              |
| 2021/22   | 1ª Regional            | 4º      |                              |
| 2022/23   | 1ª Regional            | 2º      |                              |

## Estadio
El Pinoso disputa sus encuentros en el Estadio Municipal Perfecto Rico Mira. Cuenta con césped, luz artificial y una tribuna cubierta.

## Uniforme
- Camiseta: Roja.
- Pantalón: Negro.
- Medias: Negras.